# 改革派普遍联盟：第二步
改革派普遍联盟：第二步（波斯語：ائتلاف فراگير اصلاح‌طلبان: گام دوم），被穆罕默德·哈塔米称为希望名单，是伊朗改革派在2016年伊朗议会选举前提出的联盟和选举名单 。该联盟亦参与2016年伊朗专家会议选举。改革派普遍联盟支持了236名伊斯兰议会议员候选人和77名伊朗专家会议候选人。值得注意的是，其中许多被提名的候选人不是改革派，而是温和派。国内有报道将其称为“温和——改革联盟”。
该联盟包括协调改革阵线委员会全组，国家信托党（亲迈赫迪·卡鲁比）新成立的伊斯兰伊朗人民党联盟，温和发展党（亲哈桑·鲁哈尼）以及偏向保守的阿里·拉里贾尼领导的“监护追随者”（波斯語：رهروان ولایت）派系。

## 构成
- 协调改革阵线委员会
- 温和发展党
- 国家信托党
- 伊斯兰伊朗人民党联盟
- 监护追随者

### 非成员的支持派系
- 伊朗自由运动[4]
- 伊朗国民党 - 宗教活动家委员会[5]

## 选举表现
| 时间 | 选举类型 | 席次           | 参考  |
| ---- | -------- | -------------- | ----- |
| 2016 | 议会     | 121 / 290(42%) | [ 6 ] |
| 2016 | 专家会议 | 52 / 88(59%)   | [ 6 ] |